# Jan Kanty Krzyżanowski
Jan Kanty Krzyżanowski (ur. 23 lub 24 października 1789 w Krakowie, zm. 2 grudnia 1854 w Warszawie) – polski chemik, fizyk i pedagog.

## Życiorys
Według heraldyka Adama Bonieckiego jego rodzina pieczętowała się herbem Świnka. Jego dziadkiem był miecznik i złotnik krakowski Marcin Krzyżanowski (ok. 1720-1802), a ojcem pisarz i wiceprezydent Krakowa Tomasz Józef Krzyżanowski (1755-1818). Miał trzech braci: Ludwika Józefa, Jacka Karola i Adama Szymona (1785-1847), profesora prawa na Uniwersytecie Jagiellońskim w Krakowie.
W latach 1810–1812 był profesorem zastępcą w Szkole Głównej Krakowskiej.
W 1812 został nauczycielem fizyki i chemii w Szkole Wojewódzkiej w Lublinie. W latach 1814–1816 z polecenia Dyrekcji Edukacji Publicznej przebywał za granicą (m.in. w Niemczech i Anglii), studiując tam chemię i fizykę, a także zaznajamiając się z systemem Bella-Lancastera.
Po powrocie do kraju kontynuował pracę w Lublinie, został też doradcą władz edukacyjnych Królestwa Polskiego i Rządowej Komisji Spraw Wewnętrznych w sprawie nowych metod pedagogicznych. W 1820 Stanisław Staszic mianował go organizatorem szkół lankastrowskich i niedzielnych. W 1823 przeniósł się do Warszawy. Pracował jako wykładowca chemii w Szkole Wojskowej Aplikacyjnej oraz Szkole Zimowej Artylerii w Warszawie. W 1825 mianowano go członkiem Rady Politechnicznej. Należał też do Rady Uniwersytetu Warszawskiego, a w 1829 został inspektorem generalnym Uniwersytetu Warszawskiego. W latach 1833–1839 radca etatowy Rady Wychowania Publicznego.
Członek Towarzystwa Przyjaciół Nauk w Lublinie, Warszawskiego Towarzystwa Przyjaciół Nauk (od 1822) oraz Towarzystwa Elementarnego (od 1823).
Zasługą Jana Kantego Krzyżanowskiego jest wprowadzenie do Polski metody wzajemnego uczenia się (Lankastra) oraz urządzenie szkoły rzemieślniczej niedzielnej w Lublinie.
Zmarł 2 grudnia 1854 w Warszawie. Pochowano go we wspólnym grobowcu z żoną Zuzanną Arnoldówną (zm. 1848) na Powązkach.

## Publikacje naukowe
Był encyklopedystą. Wymieniony został jako redaktor Encyklopedii obrazowej systematycznej wydanej w Warszawie w latach 1835-1838.
- Krótki rys sposobu uczenia według metody Lankastra (Lublin 1818)
- O potrzebie i sposobie porównywania edukacji podług Jullien (Lublin 1822)
- Wykład fizyki dla użytku szkół wojewódzkich zastosowane (Warszawa 1825)
- Początki chemii do użytku szkół wojewódzkich zastosowane (Warszawa 1827)
- Historyczny obraz instytutów naukowych pośrednich we Francji (Biblioteka Warszawska, 1842, t. 4)
- Kronika szkół Królestwa Polskiego po roku 1831 (praca w rękopisie, Biblioteka Ossolińskich, rkp. 2750)[7]